# Ogdoconta lilacina
Ogdoconta lilacina är en fjärilsart som beskrevs av Druce. Ogdoconta lilacina ingår i släktet Ogdoconta och familjen nattflyn. Inga underarter finns listade i Catalogue of Life.